# Arsène de Yougoslavie
Arsène de Yougoslavie (en serbo-croate : Arsenije Karađorđević), prince de Serbie puis de Yougoslavie, est né à Timișoara, dans le royaume de Hongrie, le 16 avril 1859 et décédé à Paris, en France, le 19 octobre 1938. Dernier fils du prince Alexandre de Serbie, il est le fondateur de la branche cadette de la dynastie Karageorgévic.

## Famille
Le prince Arsène est le dernier fils du prince souverain Alexandre de Serbie (1806-1885) et de son épouse Persida Nenadović (en) (1813-1873).
Le 1er mai 1892, il épouse, à la cathédrale orthodoxe d'Helsinki, la princesse Aurora Demidoff (1873-1904), fille du prince Paul Pavlovitch Demidoff (1839-1885), 2e prince de San Donato, et de sa seconde femme la princesse Hélène Petrovna Troubetskoï (1853-1917).
De ce mariage, qui se termine par un divorce le 26 décembre 1896, naît un enfant :
- Paul de Yougoslavie (1893-1976), prince-régent de Yougoslavie, qui épouse, en 1923, la princesse Olga de Grèce (1903-1997).

## Biographie
Né durant l'exil de son père en Hongrie, le prince Arsène effectue sa scolarité en France, au lycée Louis-le-Grand, avant d'intégrer l'école de Saint-Cyr. Devenu officier de la cavalerie française, il participe à différentes campagnes militaires, en Afrique du Nord et en Chine notamment. Il poursuit ensuite sa carrière dans les cavaleries russe et serbe.
En 1892, Arsène épouse la princesse Aurore Demidoff (1873-1904), issue de la richissime famille Demidoff, avec laquelle il a un fils, Paul. Cependant, les deux époux, dotés de personnalités totalement différentes, finissent par divorcer en 1896. Passionné par l'armée et féru de sensations fortes, le prince serbe est également un coureur de jupons et un joueur invétéré. De son côté, Aurore n'a aucun goût pour la maternité et cherche, sans succès, à faire adopter son fils par son demi-frère, le prince Elim Demidoff (en) . Finalement, l'enfant est confié, en 1896, à son oncle paternel, le prétendant au trône Pierre de Serbie. Arsène n'entretient ensuite avec son fils que des relations très lointaines. L'origine du divorce en 1896 a pour motif la contestation de paternité de Paul, ainsi que la naissance de jumeaux à Saint-Pétersbourg : Nikolaï Arsenievitch (1895-1933) et Sergueï Arsenievitch (1895-1912) issus de relations rendues publiques à Saint-Pétersbourg entre Aurore Demidoff et un jeune baron von Manteuffel qui s'éclipse pour ne pas assumer ses responsabilités. Il est à noter que Nikolaï est inhumé aux côtés de sa mère, Aurore, au cimetière russe de Nice (Caucade)[réf. nécessaire].
Après son divorce, Arsène multiplie les aventures et dépense l'essentiel de sa fortune. Revenu en Serbie après la restauration des Karageorgévic en 1903, le prince participe à la crise bosniaque de 1908 et aux guerres balkaniques de 1912-1913. Il se distingue alors dans la prise de Vélès. Durant la Première Guerre mondiale, la Serbie est occupée par les forces austro-hongroises; Arsène retourne alors en Russie, où il reçoit le grade de général. Cependant, l'éclatement de la révolution russe oblige le prince à retourner à Paris.
Le meilleur ami d'Arsène de Yougoslavie est le prétendant légitimiste au trône de France, le prince Jacques de Bourbon, « duc d'Anjou et de Madrid » (aîné des Capétiens), qui nomme son fils le prince Paul de Yougoslavie, chevalier de l'ordre du Saint-Esprit en 1920.
Avec l'âge, le prince Arsène devient de plus en plus dépendant du jeu et de l'alcool. Installé dans la capitale française, il est confronté à d'importantes difficultés financières, malgré la pension que lui octroie son fils, devenu régent de Yougoslavie en 1934. En 1938, il tombe gravement malade, au point de ne plus pouvoir parler ou même s'alimenter. Veillé quelque temps par sa belle-fille, la princesse Olga de Grèce, il meurt seul en octobre de la même année.
Sa dépouille est rapatriée en Yougoslavie et enterrée au mausolée royal de Topola le 23 octobre 1938.

## Décorations
- Chevalier de l’ordre du Saint-Esprit (ordre légitimiste dynastique français)[6].